# Nogizaka46
Nogizaka46 (яп. 乃木坂46 ногидзака фо:тисикксў, ногидза́ка фо:тиси́кс) — японская женская идол-группа сформированная в 2011 году и продюсируемая поэтом-песенником Ясуси Акимото. Это первая группа из серии Сакамити. 

## Состав

### 1-е поколение
- Манацу Акимото (яп. 秋元真夏 Akimoto Manatsu) (20 августа 1993, Сайтама) — капитан
- Эрика Икута (яп. 生田絵梨花 Ikuta Erika) (22 января 1997, Токио)
- Саюри Иноуэ (яп. 井上小百合 Inoue Sayuri) (14 декабря 1994, Сайтама)
- Асука Саито (яп. 齋藤飛鳥 Saitō Asuka) (10 августа 1998, Токио)
- Маи Сираиси (яп. 白石麻衣 Shiraishi Mai) (20 августа 1992, Гумма)
- Кадзуми Такаяма (яп. 高山一実 Takayama Kazumi) (8 февраля 1994, Тиба)
- Кана Накада (яп. 中田花奈 Nakada Kana) (6 августа 1994, Сайтама)
- Хина Хигути (яп. 樋口日奈 Higuchi Hina) (31 января 1998, Токио)
- Минами Хосино (яп. 星野みなみ Hoshino Minami) (6 февраля 1998, Тиба)
- Саюри Мацумура (яп. 松村沙友理 Matsumura Sayuri) (27 августа 1992, Осака)
- Мая Вада (яп. 和田まあや Wada Māya) (23 апреля 1998, Хиросима)

### 2-е поколение
- Дзюнна Ито (яп. 伊藤純奈 Itō Junna) (30 ноября 1998, Канагава)
- Хинако Китано (яп. 北野日奈子 Kitano Hinako) (17 июня 1996, Тиба)
- Маи Синъути (яп. 新内眞衣 Shinuchi Mai) (22 января 1992, Сайтама)
- Аянэ Судзуки (яп. 鈴木絢音 Suzuki Ayane) (5 мая 1999, Акита)
- Рандзэ Тэрада (яп. 寺田蘭世 Terada Ranze) (23 сентября 1998, Токио)
- Миона Хори (яп. 堀未央奈 Hori Miona) (15 октября 1996, Гифу)
- Рэна Ямадзаки (яп. 山﨑怜奈 Yamazaki Rena) (21 мая 1997, Токио)
- Мириаи Ватанабэ (яп. 渡辺みり愛 Watanabe Miriai) (1 ноября 1999, Токио)

### 3-е поколение
- Ририа Ито (яп. 伊藤理々杏 Itō Riria) (8 октября 2002, Окинава)
- Рэнка Ивамото (яп. 岩本蓮加 Iwamoto Renka) (2 февраля 2004, Токио)
- Минами Умэдзава (яп. 梅澤美波 Umezawa Minami) (6 января 1999, Канагава)
- Сиори Кубо (яп. 久保史緒里 Kubo Shiori) (14 июля 2001, Мияги)
- Момоко Одзоно (яп. 大園桃子 Ōzono Momoko) (13 сентября 1999, Кагосима)
- Тамами Сакагути (яп. 阪口珠美 Sakaguchi Tamami) (10 ноября 2001, Токио)
- Каэдэ Сато (яп. 佐藤楓 Satō Kaede) (23 марта 1998, Айти)
- Рэно Накамура (яп. 中村麗乃 Nakamura Reno) (27 сентября 2001, Токио)
- Хадзуки Мукаи (яп. 向井葉月 Mukai Hazuki) (23 августа 1999, Токио)
- Мидзуки Ямасита (яп. 山下美月 Yamashita Mizuki) (26 июля 1999, Токио)
- Аяно-Кристи Ёсида (яп. 吉田綾乃クリスティー Yoshida Ayano-Christie) (6 сентября 1995, Оита)
- Юки Ёда (яп. 与田祐希 Yoda Yūki) (5 мая 2000, Фукуока)

### 4-е поколение
- Сакура Эндо (яп. 遠藤さくら Endo Sakura) (3 октября 2001, Айти)
- Харука Каки (яп. 賀喜遥香 Kaki Haruka) (8 августа 2001, Тотиги (префектура))
- Саяка Какэхаси (яп. 掛橋沙耶香 Kakehashi Sayaka) (20 ноября 2002, Окаяма (префектура))
- Сая Канагава (яп. 金川紗耶 Kanagawa Saya) (31 октября 2001, Хоккайдо)
- Юри Китагава (яп. 北川悠理 Kitagawa Yuri) (8 августа 2001, Калифорния)
- Харука Куроми (яп. 黒見明香 Kuromi Haruka) (19 января 2004,Токио)
- Рика Сато (яп. 佐藤璃果 Sato Rika) (9 августа 2001,Ивате)
- Юна Сибата (яп. 柴田柚菜 Shibata Yuna) (3 марта 2003, Тиба)
- Рэй Сэймия (яп. 清宮レイ Seimiya Rei) (1 августа 2003, Сайтама)
- Маю Тамура (яп. 田村真佑 Tamura Mayu) (12 января 1999, Сайтама)
- Аямэ Цуцуи (яп. 筒井あやめ Tsutsui Ayame) (8 июня 2004, Айти)
- Сэйра Хаякава (яп. 早川聖来 Hayakawa Seira) (24 августа 2000, Осака)
- Руна Хаяси (яп. 林瑠奈 Hayashi Runa) (2 октября 2003,Канагава)
- Мию Мацуо (яп. 松尾美佑 Matsuo Miyu) (3 января 2004,Тиба)
- Мио Якубо (яп. 矢久保美緒 Yakubo Mio) (14 августа 2002, Токио)
- Нао Юмики (яп. 弓木奈於 Yumiki Nao) (3 февраля 1999, Киото)

### Бывшие участницы

#### 1-е поколение
- Хонока Ямамото (яп. 山本穂乃香 Yamamoto Honoka) (31 марта 1998, Айти) — ушла из группы 22 сентября 2011 года.
- Аяка Ёсимото (яп. 吉本彩華 Yoshimoto Ayaka) (18 августа 1996, Кумамото) — ушла из группы 22 сентября 2011 года.
- Юмико Ивасэ (яп. 岩瀬佑美子 Iwase Yumiko) (12 июня 1990, Сайтама) — ушла из группы 18 ноября 2012 года.
- Микумо Андо (яп. 安藤美雲 Andō Mikumo) (21 мая 1994, Канагава) — ушла из группы 6 июня 2013 года.
- Юкина Касива (яп. 柏幸奈 Kashiwa Yukina) (12 августа 1994, Канагава) — бывшая участница группы Momoiro Clover — ушла из группы 17 ноября 2013 года.
- Сэйра Миядзава (яп. 宮澤成良 Mayazawa Seira) (29 октября 1993, Тиба) — ушла из группы 17 ноября 2013 года.
- Рэна Итики (яп. 市來玲奈 Ichiki Rena) (22 января 1996, Тиба) — ушла из группы 21 июля 2014 года.
- Нэнэ Ито (яп. 伊藤寧々 Itō Nene) (12 декабря 1995, Гифу) — ушла из группы 19 октября 2014 года.
- Рина Ямато (яп. 大和里菜 Yamato Rina) (14 декабря 1994, Мияги) — ушла из группы 16 декабря 2014 года.
- Сэйра Хатанака (яп. 畠中清羅 Hatanaka Seira) (15 декабря 1995, Оита) — ушла из группы 4 апреля 2015 года.
- Сэйра Нагасима (яп. 永島聖羅 Nagashima Seira) (19 мая 1994, Айти) — ушла из группы 20 марта 2016 года.
- Маи Фукагава (яп. 深川麻衣 Fugakawa Mai) (29 марта 1991, Сидзуока) — ушла из группы 16 июня 2016 года.
- Нанами Хасимото (яп. 橋本奈々未 Hashimoto Nanami) (20 февраля 1993, Хоккайдо) — ушла из группы 20 февраля 2017 года.
- Марика Ито (яп. 伊藤万理華 Itō Marika) (20 февраля 1996, Канагава) — ушла из группы 23 декабря 2017 года.
- Химэка Накамото (яп. 中元日芽香 Nakamoto Himeka) (13 апреля 1996, Хиросима) — старшая сестра Судзуки Накамото (участницы групп Sakura Gakuin и BABYMETAL) ушла из группы 31 декабря 2017 года.
- Махиро Кавамура (яп. 川村真洋 Kawamura Mahiro) (23 июля 1995, Осака) — ушла из группы 31 марта 2018 года.
- Рина Икома (яп. 生駒里奈 Ikoma Rina) (29 декабря 1995, Акита) — с 24 февраля 2014 года занимает конкурирующую позицию в Nogizaka46 и AKB48 команда B. ушла из группы 6 мая 2018 года.
- Тихару Сайто (яп. 斎藤ちはる  Saitō Chiharu) (17 февраля 1997, Сайтама) — ушла из группы 16 июля 2018 года.
- Юми Вакацуки (яп. 若月佑美 Wakatsuki Yumi) (27 июня 1994, Сидзуока) — ушла из группы 30 ноября 2018 года.
- Ами Нодзё (яп. 能條愛未 Ami Nōjō) (18 октября 1994, Канагава) — ушла из группы 15 декабря 2018 года.
- Хина Каваго (яп. 川後陽菜 Kawago Hina) (22 марта 1998, Нагасаки) — ушла из группы 20 декабря 2018 года.
- Нанасэ Нисино (яп. 西野七瀬 Nishino Nanase) (25 мая 1994, Осака) — ушла из группы 31 декабря 2018 года.
- Миса Это (яп. 衛藤美彩 Etō Misa) (4 января 1993, Оита) — ушла из группы 31 марта 2019 года.
- Юри Сайто (яп. 斉藤優里 Saitō Yūri)(20 июля 1993, Токио) — ушла из группы 30 июня 2019 года.
- Рэйка Сакураи (яп. 桜井玲香 Sakurai Reika) (16 мая 1994, Канагава) — бывший капитан, ушла из группы 1 сентября 2019 года.

#### 2-е поколение
- Нанами Нисикава (яп. 西川七海 Nishikawa Nanami) (3 июля 1993, Токио) — ушла из группы 22 марта 2014 года.
- Рисако Яда (яп. 矢田里沙子 Yada Risako) (8 марта 1995, Сайтама) — ушла из группы 19 октября 2014 года.
- Кёка Ёнэтоку (яп. 米徳京花 Yonetoku Kyoka) (14 апреля 1999, Канагава) — ушла из группы 19 октября 2014 года.
- Иори Сагара (яп. 相楽伊織 Sagara Iori) (26 ноября 1997, Сайтама) — ушла из группы 16 июля 2018 года.
- Карин Ито (яп. 伊藤かりん Itō Karin) (26 мая 1993, Канагава) — ушла из группы 24 мая 2019 года.
- Котоко Сасаки (яп. 佐々木琴子 Sasaki Kotoko) (28 августа 1998, Сайтама) — ушла из группы 31 марта 2020 года.

#### Участницы из других групп
- Рэна Мацуи (яп. 松井玲奈 Matsui Rena) (27 июля 1991, Айти) — с 24 февраля 2014 года одновременно входит в состав группы Nogizaka46 и группы SKE48 (команда E). ушла из группы 14 мая 2015 года.

## Дискография
- Tōmei na Iro (2015)
- Sorezore no Isu (2016)
- Umarete Kara Hajimete Mita Yume (2017)
- Ima ga Omoide ni Naru made (2019)

## Фильмография

### Документальные фильмы
- Kanashimi no Wasurekata : Documentary of Nogizaka46 (2015)[1]
- Itsunomanika, Kokoniiru: Documentary of Nogizaka46 (2019)

### Реалити-шоу
- NogiBingo! (NTV, 2013—2018)[2]
- Saba Doru (TV Tokyo, 2012)
- Nogizaka Roman (TV Tokyo, 2012)[3]
- Nogizakatte, Doko? (TV Tokyo, 2011—2015)
- Hatsumori Bemars (TV Tokyo, 2015)
- Nogizaka46 Eigo (TBS, 2015-)[4]
- Sagara to Kiyoto no Nogizaka Pupupu (TVS, 2015)[5]
- Watashi no Hatarakikata 〜Nogizaka46 no Double Work Taiken!〜 (Fuji TV, 2018—2019)
- Zambi (2019)
- Nogizaka 46 no The Dream Baito! 〜Hatarakikata Kaikaku! Yume e no Chōsen!〜  (Fuji TV, 2019-)
- Nogizaka Doko e (NTV, 2019—2020)[6]
- Samu no Koto (DTV, 2020)
- Saru ni au (DTV, 2020)
- Nogizaka Skits (NTV, 2020-н.в)
- Nogizaka46 Yamazaki Rena to Ohatsu-chan (dTV, 2020-н.в)

## Награды и номинации
| Год  | Церемония                | Премия                      | Работа                  | Результат |
| ---- | ------------------------ | --------------------------- | ----------------------- | --------- |
| 2013 | Japan Gold Disc Awards   | Новый артист года           |                         | Победа    |
| 2015 | Japan Gold Disc Awards   | 5 лучших синглов            | «Nandome no Aozora ka?» | Победа    |
| 2016 | Japan Gold Disc Awards   | 5 лучших синглов            | «Taiyō Nokku»           | Победа    |
| 2017 | 59th Japan Record Awards | Гран При                    | «Influencer»            | Победа    |
| 2017 | 50th Japan Cable Awards  | Отличная музыкальная премия | «Influencer»            | Победа    |
| 2017 | Japan Gold Disc Awards   | 5 лучших синглов            | «Sayonara no Imi»       | Победа    |
| 2018 | 60th Japan Record Awards | Гран При                    | «Synchronicity»         | Победа    |
| 2018 | Japan Gold Disc Awards   | 5 лучших синглов            | «Nigemizu»              | Победа    |
| 2019 | Japan Gold Disc Awards   | Лучшие 5 синглов            | «Synchronicity»         | Победа    |
| 2019 | Japan Gold Disc Awards   | Лучшие 5 синглов            | «Jikochu de Ikō!»       | Победа    |
| 2019 | 61st Japan Record Awards | Награда за отличную работу  | «Sing Out!»             | Победа    |